# Brazília (település)
Brazília (avagy Bárdossyfalva, szerbül Багремово / Bagremovo) falu Szerbiában, az Észak-bácskai körzetben, Topolya községben. Nem önálló, közigazgatásilag Gunarashoz tartozik.

## Neve
Keletkezése óta a kis falunak több elnevezése is volt.
- Brazilija: Az első elnevezését a területet birtokló gazdától kapta, aki a szolgáinak „zsebkendőnyi” területet adott/„ajándékozott”, hogy  ne hagyják el a birtokot, ne vándoroljanak ki Amerikába. Erre 1924/25-ben került sor. Ekkor kapta a falu a Brazilija (Brazília) nevet. „Ha már a külhonba nem juthatnak el az emberek, a lakhelyüket képzeljék el annak.” Azóta építgetik lakói ezt a kis falucskát.
- Bárdosfalva: Nevének eredetéről nem sokat tudni, mert ezt a nevet nem sokáig használták.[1]
- Bagremovo: A nevét a kommunizmusban kapta, mert a Brazília név nem volt vállalható abban az időben. A faluban sok akácfa volt. A „bagréna” illata elárasztotta az egész falut.

## Fekvése
A Topolyát Óbecsével összekötő út átszeli a falut.

## Története
Helységtáblája 1973 óta van a falunak.

## Népesség

### Demográfiai változások
| 1948 | 1953 | 1961 | 1971 | 1981 | 1991 | 2002 | 2011 |
| ---- | ---- | ---- | ---- | ---- | ---- | ---- | ---- |
| 419  | 321  | 325  | 275  | 270  | 220  | 204  | 151  |

## Külső hivatkozások
- Brazília története Archiválva 2011. június 22-i dátummal a Wayback Machine-ben